# Уайт, Кристина
Кристи́на Уа́йт (англ. Christine White; 4 мая 1926, Вашингтон — 14 апреля 2013, Вашингтон) — американская актриса театра, кино и телевидения.

## Биография
Кристина Лэмсон Уайт родилась 4 мая 1926 года в Вашингтоне (США). Отца звали Джеймс Эндрю, мать — Люсия У.
Училась в старшей школе Вудроу Вилсона, в 1947 году окончила Университет Северной Каролины в Чапел-Хилле по специальности «английский язык», в студенческие же годы начала играть в летних театрах. Получила в этом вузе степень бакалавра, с 1948 года продолжила обучение в Католическом университете Америки, где получила степень магистра по специальности «ораторское и драматическое искусство». Затем Уайт переехала в Нью-Йорк, чтобы полноценно заняться своей карьерой актрисы; здесь она обучалась в Актёрской студии. В 1952 году Уайт переехала на другой конец страны, в Лос-Анджелес, где сразу же начала сниматься на телевидении и в кино.
В 1963 году Уайт снялась в эпизоде «Кошмар на высоте 20 000 футов» сериала «Сумеречная зона», где сыграла роль жены главного героя в исполнении известного актёра Уильяма Шетнера. Как ни странно, эта не особо крупная роль наиболее запомнилась зрителю, поэтому многие в дальнейшем, подразумевая Кристину Уайт, говорили о ней «та женщина в самолёте, рядом с Уильямом Шетнером».
Карьера актрисы продолжалась 13 лет, с 1952 по 1965 год, и за это время она снялась в 54 фильмах и сериалах. Разово появилась на широком экране в 1973 году и на телеэкранах в 1976 году, после чего полностью оставила кино, так как вернулась в Вашингтон, чтобы ухаживать за старенькой мамой.
Кристина Уайт скончалась от старости 14 апреля 2013 года в доме престарелых «Бринтон Вудс» в Вашингтоне. Из наследников у неё остались только несколько племянников и племянниц, в том числе внучатых.
Личная жизнь
Кристина Уайт, несмотря на внешнюю привлекательность, никогда не была замужем и не родила детей. Известно, что у неё был «краткий любовный роман» с популярным актёром сомнительной сексуальной ориентации Джеймсом Дином.

## Избранные работы
Театр

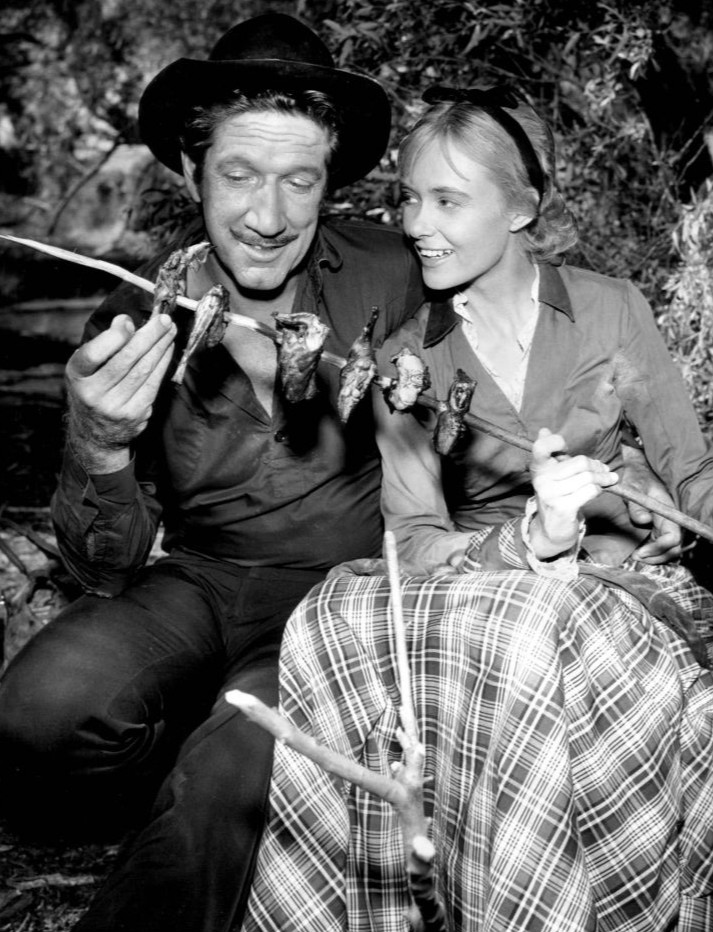
Ричард Бун и Кристина Уайт в сериале «Есть оружие — будут и путешествия», 1958.

- 1952, 20—29 марта — «Долгая вахта» / The Long Watch — Сьюзи Блейк
- 1953 — «Пикник» / Picnic — Милли[4]
- 1955, 9 ноября — 1956, 13 октября — «Шляпа, полная дождя» / A Hatful of Rain — Путски (здесь Кристина Уайт заменяла известную актрису Шелли Уинтерс, сломавшую лодыжку)[8]

Широкий экран
- 1953 — Полиция нравов / Vice Squad — мисс Истон (в титрах не указана)
- 1957 — Panama Sal — Патриша Шелдон
- 1958 — Мрак / Macabre — Нэнси Уэтерби Тайлоу
- 1973 — Высшая сила / Magnum Force — Кэрол Маккой

Телевидение
- 1957 — Отец знает лучше[англ.] / Father Knows Best — Эстер (в эпизоде Margaret Disowns Her Family)
- 1957 — Вест-пойнтская история[англ.] / The West Point Story — Луиза Дэниэлс (в эпизоде The Deep End)
- 1957 — Шоу Фрэнка Синатры[англ.] / The Frank Sinatra Show — Лора Эсмей (в эпизоде Take Me to Hollywood)
- 1957 — Отряд М[англ.] / M Squad — Люси Хиндер (в эпизоде Family Portrait)
- 1957, 1959 — Ричард Даймонд, частный детектив[англ.] / Richard Diamond, Private Detective — разные роли (в 2 эпизодах)
- 1957, 1959 — Миллионер[англ.] / The Millionaire — разные роли (в 2 эпизодах)
- 1958 — Альфред Хичкок представляет / Alfred Hitchcock Presents — Шелли (в эпизоде Together)
- 1958 — Худой человек[англ.] / The Thin Man — Валкира (в эпизоде The Saucer People)
- 1958 — Полицейский штата[англ.] / State Trooper — Люсиль Дрейк (в эпизоде You Can't Run Forever)
- 1958 — Есть оружие — будут и путешествия[англ.] / Have Gun – Will Travel — разные роли (в 2 эпизодах)
- 1958 — Театр Alcoa[англ.] / Alcoa Theatre — Мэй (в эпизоде Office Party)
- 1958—1959 — Перри Мейсон / Perry Mason — разные роли (в 3 эпизодах)
- 1958—1960 — Письмо Лоретте[англ.] / Letter to Loretta — разные роли (в 6 эпизодах)
- 1958, 1960 — Театр General Electric[англ.] / General Electric Theater — разные роли (в 3 эпизодах)
- 1959 — Шоу Энн Сотерн[англ.] / The Ann Sothern Show — Маргарет Финчли (в эпизоде Five Year Itch)
- 1959 — Гавайский детектив[англ.] / Hawaiian Eye — Конни Камминс (в эпизоде Secret of the Second Door)
- 1959 — Неприкасаемые[англ.] / The Untouchables — Эвелин (в эпизоде You Can't Pick the Number)
- 1960 — Стрелок[англ.] / The Rifleman — Энн Додд (в эпизоде The Visitor)
- 1960 — Один шаг за…[англ.] / One Step Beyond — Нэнси Ллойд Чандлер (в эпизоде The Haunting)
- 1960 — Джонни Стаккато[англ.] / Johnny Staccato — Ройал Пёрвис (в эпизоде A Nice Little Town)
- 1960 — Бонанза / Bonanza — Мариетта Блейн (в эпизоде Badge Without Honor)
- 1960 — Триллер[англ.] / Thriller — Энн Уолуорт (в эпизоде Worse Than Murder)
- 1961 — Отец-холостяк[англ.] / Bachelor Father — Шарон Трэвис (в эпизоде The Greggs in Rome)
- 1961 — Ревущие двадцатые[англ.] / The Roaring 20's — Хелен Бонд (в эпизоде The Red Carpet)
- 1961 — Вне закона[англ.] / Outlaws — Персис (в эпизоде The Brothers)
- 1961—1962 — Ихавод и я[англ.] / Ichabod and Me — Абигейл Адамс (в 32 эпизодах)
- 1961, 1963 — Сумеречная зона / The Twilight Zone — разные роли (в 2 эпизодах)
- 1964 — Одиннадцатый час[англ.] / The Eleventh Hour — Дженна Уормен (в эпизоде Cannibal Plants, They Eat You Alive)
- 1964 — Мошенники[англ.] / The Rogues — Клэр Стэнхоуп (в эпизоде The Boston Money Party)
- 1964 — Беглец / The Fugitive — Сьюзан Лэйт (в эпизоде The Iron Maiden)